# Храм
Храм или богомоља је тип објекта који се користи за религијске и духовне активности као што су молитве или жртвовање те за сличне религијске процесе. Храм је генерални архитектонски израз за молитвене објекте.

## Историја европских храмова
У религијама древне Европе, храм је првенствено сматран кућом бога, а не местом за окупљање верника. Настанак храма се повезује са религијама које имају антропоморфна божанства, пре свега са старогрчком. Грађевине које су биле намењене култу су постојале и у критско-микенској епохи, али није сигурно да су имале функцију храма. Најстарије грчке грађевине тог типа датирају из 8. века п. н. е. Биле су од дрвета, а имале су статуу (у одаји која се звала наос или цела) бога коме је храм посвећен и жртвеник наспрам улаза. Најчешће су правоугаоне грађевине, усмерене од истока ка западу, али су познати и други облици, као и величине. Темељи (стереобат) су укопавани у земљу. Често се испред наоса налази предворје, пронаос, а иза мања просторија за чување заветних дарова (опистодом) или која служи за прорицање (адитон). Мањи храмови имају стубове (који належу на тзв. стилобат) на фасади (простилос) или на својим ужим странама (амфипростилос), док велики, камени храмови од 6. века п. н. е. у Грчкој, али и неким другим местима су окружени стубовима (периптерос), који су некада и удвојени (диптерос). Постојали су, али ређе и храмови кружне основе (толои), који су понекад такође били окружени стубовима. Храм је грађен од тесаника који су спојени металним клиновима, тако да су најниже постављени тесаници двоструко већи од осталих. Кров је двосливан, са забатима на ужим странама. Око храма је освећен простор, који се назива теменос и који је ограђен зидом. Римски храмови су грађени по узору на грчке, али и етрурске. Подизани су на високом подијуму, за разлику од грчких, који су подизани на ниском и степенастом (крепис) и врло су ретко били окружени стубовима. Етрурски храмови нису довољно познати јер су били грађени од дрвета, али утврђено је да су подизани на подијуму, имали пронаос и често и три целе. Да би се дрво одржало, користила се теракота. Кров је био исти као код грчких храмова.

## Египатски храмови
Древни египатски храмови били су замишљени као места за божанстава да бораве на Земљи. Термин који су Египћани најчешће користили за описивање објекта храма, ḥwt-nṯr, значи „палата (или кућиште) бога”.
Божје присуство у храму повезивало је људски и божански домен и омогућило људима да комуницирају с богом путем ритуала. Ови су обреди, веровало се, подржавали бога и омогућавали му да и даље игра своју праву улогу у природи. Они су стога били, кључни део одржавања Маата, идеалног поретка природе и људског друштва по египатском веровању. Одржавање Маата била је целокупна сврха египатске религије, а самим тим и сврха храма.
Древни египатски храмови такође су били од економског значаја за египатско друштво. Храмови су складиштили и редистрибуирали житарице и поседовали су велике делове обрадивих површина нације (по неким проценама чак 33% у периоду Новог краљевства). Поред тога, многи од ових египатских храмова користили су Тројни подни план како би привукли посетиоце у средишњу просторију.